# Bulbophyllum dryadum
Bulbophyllum dryadum là một loài phong lan thuộc chi Bulbophyllum.